# Гроут, Дженнифер
Дженнифер Граут (англ. Jennifer Grout; род. 21 мая 1990, Меса, Аризона) — американская певица арабской и берберской музыки, также поёт на шильхских языках.

## Биография
Граут родилась в Аризоне, училась в музыкальной школе Лонги при колледже Барда, затем продолжила образование в Макгиллском университете в Монреале (Канада). Она дочь пианиста и скрипача и начала заниматься музыкой в возрасте 5 лет. С 2010 года начала слушать Коран. В 2012 году после летней поездки в Марокко Дженнифер Граут заинтересовалась арабской и берберской культурой и музыкой. В 2013 году она участвовала в шоу «Арабы ищут таланты» и стала финалисткой, и её работа также частично связана с её обращением в ислам в 2013 году, которое получило широкое признание.
Дженнифер Граут приняла ислам после встречи со своим мужем-марокканцем в 2013 году. У пары есть дочь.
Дженнифер Граут начала регулярно носить хиджаб после принятия ислама, но ей было трудно превратить это в привычку. В связи с этим она разместила в своих аккаунтах в социальных сетях длинный пост, а также фотографию, на которой она изображена без хиджаба. В этом посте она выразила свои чувства по поводу давления со стороны социальных сетей, а также подчеркнула, что останется мусульманкой, даже не покрывая голову. Несмотря на то, что она не знала арабского языка, она спела песню на арабском языке, после чего стала невероятно популярной в арабском мире. В том же году она приняла ислам.